# Hertha von Hagen
Hertha von Hagen (* 20. Februar 1876 in Agram, Österreich-Ungarn; † 2. Juni 1962 in München) war eine österreichische Theater- und Filmschauspielerin. Sie trat auch unter den Namen  Emilie Freiin Popp von Milosevich und Baronin Emilie von Kramulin auf.

## Leben
Von Hagen war zu ihrer Zeit vor allem als Theaterschauspielerin bekannt. Verheiratet war sie mit dem Schauspieler Gustav Waldau (eigentlich Gustav Freiherr von Rummel, 1871–1958). In den 1920er Jahren wohnte sie mit ihm in der Nachbarschaft Thomas Manns in München und sah Theateraufführungen des von Erika Mann gegründeten Laienbundes Deutscher Mimiker an, der „in den Wohnzimmern und Gärten der befreundeten Nachbarn“ spielte. Mit ihrem Gatten gehörte sie mehrere Jahrzehnte dem Ensemble des Bayerischen Schauspielhauses an. Sie starb an einer Lungenentzündung und wurde auf dem Bogenhauser Friedhof begraben. Sie stand 1944 in der Gottbegnadeten-Liste des Reichsministeriums für Volksaufklärung und Propaganda.

## Filmografie (Auswahl)
- 1921: Kaiserin Elisabeth von Österreich
- 1931: Leichtsinnige Jugend
- 1938: Eine Nacht im Mai
- 1939: Eine kleine Nachtmusik
- 1941: Der siebente Junge
- 1941: Jenny und der Herr im Frack
- 1947: Les amours de Blanche Neige
- 1948: Frau Holle
- 1949: Eine große Liebe
- 1950: Das doppelte Lottchen
- 1955: 08/15 in der Heimat